# Dvorce (okres Jihlava)
Dvorce (německy Höfen) jsou obec ležící v okrese Jihlava, na obou stranách historické zemské hranice Čech a Moravy, přičemž takřka celé katastrální území obce, stejně jako celá zástavba se nachází v Čechách, zatímco na Moravě se nacházejí jen některé pozemky, nacházející na pravém břehu původního koryta řeky Jihlavy, jež zde bylo odkloněno při někdejší výstavbě zdejší železniční tratě. Žije zde 211 obyvatel. Katastrální území obce má rozlohu 343 ha.
Ve vzdálenosti 8 km severovýchodně leží statutární město Jihlava, 20 km západně město Pelhřimov, 21 km severně město Humpolec a 27 km severovýchodně město Havlíčkův Brod.

## Název
Název se vyvíjel od varianty Dworzecz (1375), Dworcze (1596), Höffen (1654), Höfen (1787), Höfen a Dworce (1843).

## Historie
První písemná zmínka o obci pochází z roku 1360, kdy je ves uváděna v majetku želivského kláštera. Roku 1595 byly Dvorce odkoupeny městem Jihlavou, které ji drželo až do zrušení patrimoniální správy v polovině 19. století.
V letech 1869–1890 příslušela k obci Hubenov, v letech 1890–1960 byla samostatnou obcí, v letech 1961–1990 spadala jako místní část k Cejli, od 28. února 1990 je opět samostatnou obcí.

## Přírodní poměry
Dvorce leží v okrese Jihlava v Kraji Vysočina. Nachází se 9 km jihozápadně od Jihlavy, 4 km severně od Kostelce, 1,5 km severovýchodně od Cejle a 4 km jihovýchodně od Mirošova. Geomorfologicky je oblast součástí Křemešnické vrchoviny a jejího podcelku Humpolecká vrchovina, v jejíž rámci spadá pod geomorfologický okrsek Vyskytenská pahorkatina. Průměrná nadmořská výška činí 515 metrů. Nejvyšší bod o nadmořské výšce 568 metrů stojí severozápadně od obce. Východní hranici katastru tvoří řeka Jihlava, do které se zleva vlévá Jedlovský potok. V severní části katastru leží část vodní nádrže Hubenov.

## Obyvatelstvo
Podle sčítání 1921 zde žilo v 29 domech 200 obyvatel, z nichž bylo 97 žen. 83 obyvatel se hlásilo k československé národnosti, 110 k německé, všech 200 obyvatel se hlásili k Římskokatolické církvi.
| Rok            | 1869 | 1880 | 1890 | 1900 | 1910 | 1921 | 1930 | 1950 | 1961 | 1970 | 1980 | 1991 | 2001 | 2014 |
| Počet obyvatel | 187  | 185  | 195  | 197  | 204  | 200  | 275  | 202  | 239  | 227  | 210  | 173  | 159  | 186  |

## Obecní správa a politika
Obec leží na katastrálním území Dvorce u Jihlavy a je členem Mikroregionu Dušejovsko a místní akční skupiny Třešťsko.

### Zastupitelstvo a starosta
Obec má devítičlenné zastupitelstvo, v jehož čele stojí starosta Luděk Smrčka.
| Období    | Voliči | Účast v % | Mandáty | Starosta      |
| --------- | ------ | --------- | ------- | ------------- |
| 2002–2006 | 135    | 77,78     | 9       | Otomír Klubal |
| 2006–2010 | 153    | 67,32     | 9       | Otomír Klubal |
| 2010–2014 | 148    | 72,30     | 9       | Jana Tomanová |
| 2014–2018 | 164    | 63,41     | 9       | Luděk Smrčka  |

### Znak a vlajka
Právo užívat znak a vlajku bylo obci uděleno rozhodnutím Poslanecké sněmovny Parlamentu České republiky dne 17. dubna 2009.
Znak: V modrém štítě nad stříbrným vlnitým břevnem v patě vztyčený gotický dvojklíč provlečený dvěma zkříženými obilnými klasy, každý s odkloněným listem, vše zlaté. Vlajka: List tvoří tři vodorovné pruhy, modrý, bílý a modrý, v poměru 8 : 1 : 1. V horním pruhu vztyčený gotický dvojklíč provlečený dvěma zkříženými obilnými klasy, každý s odkloněným listem, vše žluté. Poměr šířky k délce listu je 2 : 3.

## Hospodářství a doprava
V obci sídlí firmy HUNSGAS s. r. o., SBL TRADING CZ, spol. s r. o., DUNA JL s. r. o., obchod společnosti LAPEK, a. s. a Restaurace Fialka. Obcí prochází silnice III. třídy č. 01943 a železniční trať. č. 225 Havlíčkův Brod – Veselí nad Lužnicí. Dopravní obslužnost zajišťují dopravci ICOM transport, ARRIVA PRAHA, ČSAD Benešov a České dráhy. Autobusy jezdí ve směrech Praha, Jihlava, Pelhřimov, Vlašim, Černovice, Opatov, Čechtice, Telč, Vyskytná, Nový Rychnov, Počátky, Rohozná a Batelov a vlaky ve směrech Havlíčkův Brod a Veselí nad Lužnicí. Obcí prochází červeně značená turistická trasa z Cejle do Rantířova.

## Školství, kultura a sport
Zdejší děti docházejí do základní školy v Cejli. Působí zde Sbor dobrovolných hasičů Dvorce.

## Pamětihodnosti
- kaple svatého Jana Nepomuckého z roku 1862 na návsi
- Kamenná boží muka na návsi, datovaná 1735
- Pamětní kámen